# 苗桥镇
苗桥镇，是中华人民共和国河南省商丘市永城市下辖的一个乡镇级行政单位。

## 行政区划
苗桥镇下辖以下地区：
张楼村、新庄村、陈大庄村、韩阁村、花元村、汤庙村、梁海村、月店村、杨楼村、屈庄村、曹楼村、武庙村、苗北村、苗南村、李黑楼村、水寨村、黄楼村、周集村、土楼村和高楼村。